# Ischaemum semisagittatum
Ischaemum semisagittatum är en gräsart som beskrevs av William Roxburgh. Ischaemum semisagittatum ingår i släktet Ischaemum och familjen gräs. Inga underarter finns listade i Catalogue of Life.